# 中都卡通台
中都卡通台是台灣電視史上曾經存在的專門播放動畫的有線電視頻道，官方英文譯名為「Magic TV」，為東森電視曾經存在的子品牌「中都衛星電視台」的自營頻道。國立政治大學傳播學院《台灣電視資料庫》所載中都卡通台實際播放時期為1998年1月至2000年10月。

## 歷史
和信企業團旗下專門播放動畫的有線電視頻道首華卡通頻道是中都卡通台的最大競爭對手。在東森集團與和信企業團旗下有線電視頻道家族壁壘分明之時，此二集團旗下有線電視系統收視戶不能同時收看首華卡通頻道與中都卡通台，和信企業團旗下的有線電視系統收視戶只能收看首華卡通頻道，東森集團旗下的有線電視系統收視戶只能收看中都卡通台。首華卡通頻道停播後至Animax台灣頻道開播前，中都卡通台是台灣唯一專門播放動畫的有線電視頻道。
1998年4月，中國時報系時報廣場大樓與中都卡通台共同主辦「卡通映畫祭」，於每星期三各播放1部熱門日本動畫（動畫電影或OVA），開放免費索票，4月1日19時整播放的是《秀逗魔導士》，4月8日15時整播放的是《叮噹小恐龍》，4月8日19時整播放的是《鋼鐵神兵》，4月15、22、29日19時整播放的是《卒業三部曲》，每場均憑票入場。
2000年10月，中都卡通台與東森育樂台合併更名為「東森Young TV」；2001年1月20日，藝人吳宗憲加入經營，東森Young TV改名為「ET Jacky」；但是在2003年1月1日，吳宗憲退出經營，ET Jacky與中都戲劇台合併為東森戲劇台。

## 曾播放過動畫節目
※有名稱遺缺、重複者未記載。排序以日本出品年份為準。※粗體字表示為當時台灣首播動畫。

### 電視動畫
1974年
- 星星王子

1985年
- 搞怪拍檔

1988年
- 超音戰士（超音戦士ボーグマン）

1989年
- 超級無敵王

1990年
- 超級劍豪傳（からくり剣豪伝ムサシロード）
- NG騎士檸檬汽水（NG騎士ラムネ&40）
- 江戶好小子（江戸っ子ボーイ がってん太助）

1991年
- 閃電霹靂車
- 絕對無敵（絶対無敵ライジンオー）
- 鬥球兒彈平（炎の闘球児ドッジ弾平）

1992年
- 幽遊白書
- 勇者傳說（伝説の勇者ダ・ガーン）
- 元氣小子（元気爆発ガンバルガー）

1993年
- 九龍珠（剣勇伝説Ｙ∀ＩＢＡ）
- 疾風戰士（疾風!アイアンリーガー）
- 秀逗泰山（ジャングルの王者ターちゃん）

1994年
- 銀河戰國群雄傳
- 飛天少女豬（愛と勇気のピッグガールとんでぶーりん）
- 鋼彈G（機動武闘伝Gガンダム）

1995年
- 鋼彈W（新機動戦記ガンダムW）
- 愛天使傳說（愛天使伝說ウエティングビーチ）
- 神秘的世界（神秘の世界エルハザード）
- 鬼神童子
- 爆烈戰士（十二戦支爆烈エトレンジャー）
- 天地無用

1996年
- 機械女神（セイバーマリオネットJ）
- 新秀逗魔導士（スレイヤーズNEXT）
- 妖精狩獵者（エルフを狩るモノたち）
- 鋼鐵神兵（B'TX）
- 天才寶貝（赤ちゃんと僕）
- 奧運高手（ガンバリスト!駿）
- 水色時代
- VS騎士檸檬汽水（VS騎士ラムネ&40炎）

1997年
- 靈異獵人（HAUNTEDじゃんくしょん）
- 科學情人（みすて♡ないでデイジー）
- 新天地無用
- 超秀逗魔導士（スレイヤーズTRY）
- 少女革命
- 大運動會（バトルアスリーテス 大運動会）
- 神行太保（BØY -ボーイ-）
- 吸血姬美夕

1998年
- 時空轉抄（時空転抄ナスカ）
- 魔術士歐菲
- 白色十字架（Weiß kreuz）
- 槍神
- 南海奇皇

1999年
- 漫遊記

2000年
- 最遊記

### OVA
- 孃樣搜查網、美少女搜查網（お嬢様捜査網）
- 卒業三部曲
- 魔域幽靈
- 新鋼鐵神兵（B'TX NEO）
- 秀逗魔導士OVA
- 閃電霹靂車OVA
- 城市獵人
- 真蓋特機器人
- 幸運女神OVA
- 水晶國傳說
- NG騎士檸檬汽水
- 鹹蛋超人-光
- 龍族傳說（ポポロクロイス物語）
- 蝙蝠俠
- 頑皮豹
- 戀愛候補生
- 最終幻想

### 動畫電影院
- 櫻花大戰
- 天方夜譚
- 同班同學（To Heart）
- 藍華
- 機動戰士鋼彈
- 超級百變金剛
- 庫洛魔法使
- 逮捕令
- 鐵巨人
- 世界末日（轟天高校生）
- 黃金勇者
- 龍貓
- 機動戰士
- 紅豬
- 心之谷
- 螢火蟲之墓
- 機械女神R
- 鹹蛋超人（特攝作品）
- 銀河少女警察

### 其他
- 北斗神拳
- 百變金剛Ⅰ（百變金剛）
- 妖精姬（妖精姫レーン）
- 凱蒂貓
- 未來少年科男（未来少年コナン）
- 小白獅王
- 足球王（ゴールFH）
- 三國志
- 太空火鳥
- 少年肯亞（少年ケニア）
- 西遊記
- 義犬家族
- 小山鼠洛基
- 機神兵團
- 時光隧道
- 太空勇士
- 穿長靴的貓（長靴をはいた猫）
- 世紀戰艦
- 七星鬥神
- 宇宙人
- 萬能警察
- 黑暗終結者
- 白猿三兄弟(ヤン坊ニン坊トン坊)
- 綠色環保小尖兵
- 神劍
- 叮噹貓（ポコニャン!）
- 綠色傳說
- 洛克人（Mega Man (1994 TV series)）
- 美少女戰鬥隊
- 超世紀戰將
- 時空戰警
- 獵殺月球
- 金鳥
- 魔投手（侍ジャイアンツ）
- 夢幻魔卡
- 冒險少年
- 羅賓漢大冒險（ロビンフッドの大冒険）
- 百變金鋼
- 高能警察
- 冒險家（螺絲俠）
- 尼克斯特戰記
- 超人一等
- 摔角女神（美少女戰鬥隊）
- 學校有鬼 花子來了
- 窗口邊的小荳荳（中譯取名自原作者黒柳朝的女兒，黑柳徹子的自傳，原文應譯為小朝物語）
- 娃娃看天下
- 叮噹小恐龍
- 百變金剛２
- 時光隧道Ⅱ
- 黃金小子
- 免報備離隊兵
- 天才酷老師
- 夢幻麗卡（リカちゃん ふしぎな魔法のリング）
- 宇宙戰艦山本洋子（それゆけ!宇宙戦艦ヤマモト・ヨーコ）
- 真魔神英雄傳（魔神英雄伝ワタル2）
- 三劍客（アニメ三銃士）
- 幽幻怪社（幽幻怪社）
- 奧美帝（アミテージ・ザ・サード）
- 大地之鑰（ランドロック）
- 勝利女排（アタッカーYOU）
- 爆笑吸血鬼（マスターモスキートン）
- 小魔女（日本放送協會製作）
- 鐵拳小子
- 群魔亂舞炫粧
- 龍機傳承（竜機伝承）
- 淘氣小子
- 電腦戰隊
- 氣象小姐
- 極速小子
- 森林大帝獅子王
- 宇宙戰艦
- 樂勝！
- 隨風而逝的記憶
- 時光隧道2
- 彩繪人生
- 學校有鬼貞子
- 北海小英雄
- 咪咪流浪記
- 萬能文化貓娘
- 湯姆歷險記
- 烈焰W（BURN-UP W）
- 小天使
- 星際聖戰士
- 蒂蒂與海
- 魔音戰將
- 伯爵鴨
- 寇納勇士（Conan the Adventurer）
- 幽靈貓公爵
- 比利小子
- 青空少女隊
- 星際爭霸戰
- 萬能麥斯
- 妙筆小呆

## 曾播放過置入性行銷節目
- 鍋中之寶做好菜